# Direct Relief
Direct Relief (раніше відома як Direct Relief International) — це гуманітарна неприбуткова організація, місія якої полягає в покращенні життя людей, які перебувають у бідності або надзвичайних ситуаціях, шляхом надання необхідних медичних ресурсів. Благодійна організація надає екстрену медичну допомогу та підтримку під час стихійних лих у Сполучених Штатах і за їх межами. Організація є найбільшим каналом для пожертвувань рецептурних ліків і медичних засобів у США.
Згідно з рейтингом Forbes, у 2024 році організація посіла 5-ту сходинку в США серед найбільших благодійних організацій ($2372 млн приватних пожертвувань).
Direct Relief не приймає державного фінансування, натомість покладається на приватні благодійні внески, пожертвувані ліки та матеріали. Організацію очолює незалежна рада директорів, а також президент і генеральний директор Томас Тайг.

## Історія
У 1945 році Вільям Цімдін, естонський емігрант у США та бізнесмен, почав надсилати тисячі посилок з гуманітарною допомогою родичам, друзям та колишнім працівникам у Європі, щоб допомогти подолати наслідки Другої світової війни. У 1948 році Цімдін формалізував свої зусилля, створивши Фонд Вільяма Цімдіна. Деже Карцаг, угорський єврей-емігрант, очолив фонд після смерті Цімдіна у 1951 році. У 1957 році Карцаг змінив назву організації на Direct Relief Foundation.
На початку 1960-х років фонд уточнив свою місію, спрямовану на допомогу незахищеним групам населення в медично недостатньо забезпечених громадах у всьому світі. Для цього у 1962 році Direct Relief отримала ліцензію на діяльність як оптова аптека для надання рецептурних ліків. У цей час організація також підтримувала жертв природних катастроф у США та бездомне населення в Санта-Барбарі, штат Каліфорнія. У 1982 році організація взяла назву Direct Relief International.
У 2004 році Direct Relief надала медичної допомоги майже на $122 млн у 54 країнах. Того ж року організація допомогла Sri Ramakrishna Math та GlaxoSmithKline розробити й реалізувати однорічну програму навчання помічників медсестер в Індії. Програму запустили для підтримки молодих жінок у районах, постраждалих від цунамі в Індійському океані. До 2019 року понад 1200 медсестер закінчили навчання.
У 2011 році було створено Direct Relief Women — волонтерський підрозділ організації, який провів свій перший благодійний захід. Усі зібрані кошти було спрямовано на забезпечення безпечних пологів у світі. У 2013 році Direct Relief International перейменували на Direct Relief.
У 2016 році після збору $3,300 для Американського онкологічного товариства, Метью Моффіт та Direct Relief створили благодійний марафон Zeldathon (гра у Legend of Zelda протягом 36 годин) і створили Direct Relief Gaming, яка відтоді зібрала $14,1 млн та співпрацювала з такими організаціями, як Humble Bundle та Bungie.
У 2018 році Direct Relief надала медичної допомоги на суму близько $1,2 млрд у понад 100 країнах. Організація також виділила близько $23,5 млн на підтримку діяльності медичних груп, зокрема на найм персоналу та переобладнання будівель для використання сонячної енергії та резервних акумуляторів для підвищення стійкості до катастроф. У тому ж році Direct Relief відкрила підрозділ у Пуерто-Рико.

## Діяльність
Між 2000 і 2014 роками операційний бюджет Direct Relief у середньому становив приблизно 11 мільйонів доларів США на рік. За той же період організація звітувала про надання понад 1,6 мільярда доларів США медичних ресурсів та постачання по всьому світу. Медичні запаси надходять переважно завдяки благодійним внескам від сотень виробників фармацевтичної продукції.
Організація управляє логістикою та розподілом за допомогою корпоративних систем, таких як SAP, Esri, а також транспортної підтримки, наданої FedEx.
У 2019 році Direct Relief відкрила новий склад і штаб-квартиру для розподілу в Санта-Барбарі. Нова будівля має площу 155 000 квадратних футів, захищена від землетрусів і оснащена найсучаснішими технологіями для розподілу медичних запасів. Direct Relief співпрацювала з Tesla для створення мікромережі енергопостачання для будівлі. Сонячні панелі інтегровані зі системами зберігання енергії та генераторами, що дозволяє підтримувати роботу штаб-квартири до шести місяців у разі надзвичайних ситуацій, а також зберігати температурно-чутливі препарати, такі як інсулін та вакцини.

## Реагування на надзвичайні ситуації

### Зусилля з надання допомоги

#### Урагани
- Ураган Катріна (2005): Direct Relief надала допомогу понад 37 170 евакуйованим і започаткувала програму підготовки до ураганів після урагану Катріна[33][34].

- Ураган Айк (2008): Ураган Айк змусив покинути свої місця проживання понад 100 000 людей. Direct Relief надала понад 1,1 мільйона доларів США для екстреної допомоги станом на 20 вересня 2008 року, включаючи ліки та гігієнічні засоби[35][36].

- Ураган Густав (2008): Direct Relief виділила 250 000 доларів США для підтримки неприбуткових клінік, центрів охорони здоров'я та альтернативних закладів медичної допомоги[37].

- Ураган Айрін (2011): Direct Relief співпрацювала з фармацевтичної компанією Merck, щоб надати вакцини від правця для клінік і медичних центрів, які постраждали від урагану Айрін[38].

- Ураган Сенді (2012): Організація забезпечила медичними засобами клініки, центри охорони здоров’я та інші установи в районах, що постраждали від урагану Сенді, і створила мапу для визначення працюючих аптек, заправок та інших закладів у районі Нью-Йорка[39].

- Ураган Метью (2016): Direct Relief надіслала 16,7 тонни ліків і медичних засобів через літак, наданий компанією FedEx, для розподілу в лікарнях по всій території США[40].

- Ураган Гарві (2017): Direct Relief надала фінансування та екстрені поставки для центрів охорони здоров'я в Техасі[41].

- Ураган Ірма (2017): Direct Relief координувала роботу з понад сімдесятьма партнерами в галузі охорони здоров'я у Флориді та Пуерто-Рико, включаючи Асоціацію громадських медичних центрів Флориди та Асоціацію первинної охорони здоров'я Пуерто-Рико, для підтримки існуючих некомерційних громадських клінік і медичних центрів[42].

- Ураган Марія (2017): У період з 2017 по 2018 рік Direct Relief надала медичну допомогу для ліквідації наслідків урагану на суму $70,2 млн[43].

- Ураган Флоренс (2018): Direct Relief виділила початкові $200 тис. готівкою і зробила свій медичний інвентар доступним для надзвичайних ситуацій, що сталися на східному узбережжі США[44][45].

- Ураган Доріан (2019): Direct Relief надала медичну допомогу та екстрені засоби для постраждалих районів на Багамах[46].

#### Землетруси
- Землетрус у Кашмірі (2005): Direct Relief надав понад $14 мільйонів допомоги місцевим партнерам для відновлення медичної інфраструктури.[47]
- Перуанський землетрус (2007): Direct Relief спільно з FedEx пожертвували 32 коробки допомоги вартістю близько $100 тисяч для постраждалих від землетрусу в Перу[48].
- Гаїтянський землетрус (2010): Direct Relief надав $57 мільйонів екстреної медичної допомоги[49].
- Непальський землетрус (2015): Direct Relief доставив понад 6,2 мільйона доз ліків для щоденного вживання постраждалим від землетрусу[50].
- Мексиканський землетрус (2017): Після землетрусу магнітудою 7,1 Direct Relief надав екстрені запаси для травматологічної лікарні в Мехіко[51].
- Індонезійський землетрус (2019): Direct Relief зробив доступними запаси медикаментів і засобів на суму $30 мільйонів для постраждалих від землетрусу[52].
- Великий тохокуський землетрус (2011): Землетрус магнітудою 9 у регіоні Тохоку Японії призвів до понад 16 000 смертей. Після катастрофи Direct Relief разом із благодійною організацією Japanese American Citizens League створили Фонд допомоги та відновлення Японії (Japan Relief and Recovery Fund)[53][54].
- Турецько-сирійський землетрус (2023): Після землетрусу магнітудою 7,8 Direct Relief пожертвував $100 000 організаціям SAMS та AKUT, турецьким пошуково-рятувальним командам[55][56].

#### Виверження вулканів
- Вулкан  Фуего, Гватемала (2018): Direct Relief координував дії з Панамериканською організацією охорони здоров’я, місцевими партнерами та фармацевтичними компаніями, щоб надати допомогу постраждалим[57].
- Вулкан Кілауеа, Гаваї (2018): Direct Relief надав респіратори постраждалим від виверження[58].

#### Спалахи захворювань
У 2013 році Direct Relief запустила програму у партнерстві з Basic Health International для скринінгу та лікування жінок на Гаїті від раку шийки матки.
- Спалах H1N1 (2009): Direct Relief забезпечила 478 клінік у 49 штатах США захисними засобами від H1N1, щоб підтримувати здоров'я медичного персоналу протягом сезону грипу[60].

- Спалах вірусу Зіка (2015): У 2016 році Direct Relief заснувала фонд для боротьби з вірусом Зіка та забезпечила запити на поставки у 14 постраждалих країнах[61].

- Спалах Еболи в Конго (2015): З 2015 року Direct Relief надала $13,9 млн медичної допомоги[62][63].

- Глобальна пандемія COVID-19 (2019–2020): У січні 2020 року Direct Relief разом із FedEx Cares виконали термінове замовлення для медичного персоналу найбільшої лікарні в місті Уханя[64][65].

До квітня 2020 року організація розповсюдила понад 145 000 фунтів медичної допомоги у відповідь на пандемію COVID-19. Direct Relief доставила допомогу лікарням і клінікам у всіх 50 штатах США, а також установам у 32 країнах.
Організація також започаткувала новий фонд COVID-19 для надання фінансової підтримки працівникам системи охорони здоров’я. Компанія 3M пожертвувала $10 млн до фонду. До червня 2020 року понад 518 медичних центрів отримали фінансування через фонд COVID-19.
У травні 2020 року Direct Relief оголосила про партнерство з FedEx Cares для доставки засобів індивідуального захисту в малозабезпечені громади США. Благодійна організація також відправила понад 350 000 хірургічних масок, 30 000 респіраторів і 10 000 захисних окулярів до Мексики.

#### Лісові пожежі
Direct Relief надає підтримку місцевим та міжнародним інцидентам лісових пожеж, включаючи маски, транспортні засоби та кошти для розвитку технологій для пожежників.
- Пожежа Ґеп (2008)[73]
- Пожежа Хесусіта (2009)[74]
- Пожежа Томас (2017)[75]
- Лісові пожежі в Каліфорнії (2018)[76][77][78]
- Лісові пожежі в Австралії (2019–2020)[79][80]

У липні 2019 року організація опублікувала аналіз, в якому було визначено, які маленькі міста в Каліфорнії можуть бути найбільше постраждалими від швидких лісових пожеж, з огляду на кількість малозабезпечених людей, з обмеженою мобіліьністю, літніх або інвалідів у громаді. Дев’яти містам було присвоєно «дуже високий» рівень соціальної вразливості.

#### Тайфуни
- Тайфун Юту (2018): «Супертайфун» дійшов до Північних Маріанських островів у жовтні 2018 року. Direct Relief працював з Commonwealth Healthcare Corporation (єдиним госпіталем на Північних Маріанських островах) та іншими медичними установами, що постраждали від шторму, для координації постачання медичної допомоги. У кінці жовтня було доставлено 40 000 літрів питної води та інші необхідні предмети.[82]

### Материнське та дитяче здоров’я
Direct Relief надає медичну допомогу людям в районах з високими потребами, підтримуючи партнерів, які надають послуги охорони здоров’я для матерів і дітей на всіх етапах вагітності. Організація забезпечує акушерок необхідними інструментами для безпечного надання допомоги під час пологів, передпологової та післяпологової допомоги. У 2017 році Direct Relief розповсюдив 300 наборів для акушерок серед чотирнадцяти партнерів у семи країнах Карибського басейну, Південно-Східної Азії та підсахарської Африки, підтримавши 15 000 безпечних пологів.
- У липні 2011 року Direct Relief розробила Глобальну карту фістул у партнерстві з United Nations Population Fund та Fistula Foundation.[84][85]
- У 2012 році Direct Relief співпрацювала з Last Mile Health для запуску програми з лікування дитячої пневмонії в Ліберії.[86]
- Direct Relief надавала акушерські набори лікарням та акушерським школам у Сьєрра-Леоне, Сомалі та Непалі.[87]
- Direct Relief збільшила підтримку Університету імені Едни Адан для лікування та догляду за жінками з акушерськими фістулами. Це включало будівництво та оснащення операційної і розробку навчальної програми для акушерок та медсестер.[88]

### Війни
- У березні 2022 року Direct Relief співпрацювала з Міністерством охорони здоров'я України для надання медичної допомоги, включаючи пакети для надзвичайних ситуацій, призначені для перших респондентів, концентраторами кисню та критично важливими ліками[89].